# Ardicino della Porta mladší
Ardicino (Ardicinio, Arduino) della Porta iunior (1434 Novara – 4. února 1493 Řím) byl kardinálem a administrátorem olomoucké diecéze.

## Životopis
Ardicino della Porta, který získal doktorát obojího práva, začínal vyšší církevní kariéru jako generální vikář ve florentské diecézi, pak působil jako nuncius papeže Sixta IV. v Německu a Uhrách (1477), který měl mimo jiné smířit císaře Fridricha III. a krále Matyáše Korvína a zorganizovat křížovou výpravu proti Turkům. Roku 1475 se stal biskupem v Alerii na Korsice. Po své kardinálské kreaci v papežské konzistoři 9. března 1489 (jeho kardinálským titulem se stala bazilika San Giovanni e Paolo) se stal administrátorem olomoucké diecéze (3. června 1489 – 8. února 1493). Roku 1492 chtěl rezignovat na své církevní úřady a stáhl se do kamaldulského kláštera, ale nakonec se na nátlak ostatních kardinálů musel vrátit do Říma. Zúčastnil se konkláve roku 1492, v němž byl zvolen papež Alexandr VI.; krátce na to zemřel.
Jeho náhrobek se dosud nachází v podzemních prostorách Vatikánské baziliky (Grotte Vaticane, sala archeologica V).